# Eustomias longibarba
Eustomias longibarba es una especie de pez de la familia Stomiidae en el orden de los Stomiiformes.

## Morfología
• Los machos pueden llegar alcanzar los 15,6 cm de longitud total.

## Hábitat
Es un pez de mar y de aguas profundas que vive hasta 1820 m de profundidad.

## Distribución geográfica
Se encuentra en el  Atlántico oriental (desde el Marruecos hasta el Sáhara Occidental) y en el  Atlántico occidental (Golfo de México y el Mar Caribe ).